# Limnophila undulata
Limnophila undulata är en tvåvingeart som beskrevs av Luigi Bellardi 1861. Limnophila undulata ingår i släktet Limnophila och familjen småharkrankar. Inga underarter finns listade i Catalogue of Life.